# アルヌワンダ2世
アルヌワンダ2世（Arnuwanda II, 不詳 - 紀元前1318年頃）は、ヒッタイトの大王。 

## 事績
大王シュッピルリウマ1世の子。先王の治世にシリア遠征を行い成功を収める。カナンで捕らえたエジプト人捕虜がもたらした疫病がヒッタイト領内で蔓延し、紀元前1320年頃にシュッピルリウマが死去したため大王に即位。しかしその際多くの属国が反乱を起こした。
彼自身も父王と同じく疫病に罹ったため自ら討伐に向かうことはできなかったが、ハットゥシャの南西ではハッヌッティが総督としてカシュカ族に対してよく防ぎ、またカルケミシュとハルパでは弟のシャリクシュとテリピヌが副王としてよく統治し、帝国を護った。また兄弟らがカルキヤに宛てた書簡によれば、ヒッタイトは国を追われたセハ川（ヒッタイトの西方リュディア地方、こんにちのバクルチャイか？）のマナパ・タルフンタの亡命を受け入れ、のちにその国に指導者として戻してやったと伝えている。ただしマナパ・タルフンタは数年後ヒッタイトに叛旗を翻した。
紀元前1318年頃にアルヌワンダは死去したが、その息子が夭折し、また副王となった弟たちが大王の相続権を保持していなかったためか、その下の弟ムルシリ2世が次代の大王として即位した。

## 文献
- Birgit Brandau, Hartmut Schickert: Hethiter Die unbekannte Weltmacht, Piper, ISBN 3492239781